# Finales de la Copa Billie Jean King 2022
Las Finales, antes conocidas Grupo Mundial, representan el más alto nivel de la competición Copa Billie Jean King 2022. Se disputó del 8 al 13 de noviembre de 2022 en el Emirates Arena de Glasgow (Gran Bretaña), en pista dura cubierta. Cada enfrentamiento entre dos equipos nacionales constará de dos partidos individuales y uno de dobles a continuación; todos ellos disputados en un solo día. 
Rusia es la actual defensora del título.

## Equipos
12 naciones participan en las Finales. La calificación fue la siguiente:
- 1 finalista de la edición anterior (Suiza, el campeón defensor Rusia fue suspendido)
- 1 semifinalista perdedor mejor clasificado de la edición anterior (Australia)
- 1 nación anfitriona (Gran Bretaña)
- 7 ganadoras de la fase clasificatoria en abril de 2022
- 1 equipo recibió un bye en la ronda de clasificación (Eslovaquia) y 1 equipo se clasificó con un walkover (Bélgica)

| Australia        | Bélgica | Canadá     | Eslovaquia | España          | Estados Unidos |
| Gran Bretaña (L) | Italia  | Kazajistán | Polonia    | República Checa | Suiza          |
| ---------------- | ------- | ---------- | ---------- | --------------- | -------------- |

## Fase de grupos
|  | Clasificado para la Fase Eliminatoria |

E = Enfrentamientos, P = Partidos, S = Sets, J= Juegos, W = Ganados, L = Perdidos

### Resultados finales
| Grupo | Primeras        | Primeras | Primeras | Primeras | Segundas       | Segundas | Segundas | Segundas | Terceras   | Terceras | Terceras | Terceras |
| Grupo | País            | E G–P    | P G–P    | S G–P    | País           | E G–P    | P G–P    | S G–P    | País       | E G–P    | P G–P    | S G–P    |
| ----- | --------------- | -------- | -------- | -------- | -------------- | -------- | -------- | -------- | ---------- | -------- | -------- | -------- |
| A     | Suiza           | 2–0      | 5–1      | 10–4     | Canadá         | 1–1      | 4–2      | 9–4      | Italia     | 0–2      | 0–6      | 1–12     |
| B     | Australia       | 2–0      | 5–1      | 11–3     | Eslovaquia     | 1–1      | 3–3      | 6–8      | Bélgica    | 0–2      | 1–5      | 4–10     |
| C     | Gran Bretaña    | 1–1      | 4–2      | 9–4      | España         | 1–1      | 3–3      | 6–8      | Kazajistán | 1–1      | 2–4      | 6–9      |
| D     | República Checa | 2–0      | 4–2      | 8–4      | Estados Unidos | 1–1      | 3–3      | 7–7      | Polonia    | 0–2      | 1–2      | 5–9      |

### Grupo A
| Pos. | País   | E G–P | P G–P | S G–P | % S W | J G–P | % J W |
| ---- | ------ | ----- | ----- | ----- | ----- | ----- | ----- |
| 1    | Suiza  | 2–0   | 5–1   | 10–4  | 71%   | 73–60 | 54%   |
| 2    | Canadá | 1–1   | 4–2   | 9–4   | 69%   | 67–41 | 62%   |
| 3    | Italia | 0–2   | 0–6   | 1–12  | 7%    | 41–80 | 33%   |

#### Suiza vs Italia
| | Bandera de Suiza  | Suiza                              | 3  | 0 | Italia | Bandera de Italia |
| --- | ----------------- | ---------------------------------- | -- | - | ------ | ----------------- |
| Emirates Arena, Glasgow, Gran Bretaña 9 de noviembre de 2022 (Dura, bajo techo) |                   |                                    |    |   |        |                   |
| \| 1 \| \| Jil Teichmann \| 6 \| 4 \| 7 \| \| 1 \| \| Elisabetta Cocciaretto \| 3 \| 6 \| 65 \| \| 2 \| \| Belinda Bencic \| 7 \| 6 \| \| \| 2 \| \| Jasmine Paolini \| 5 \| 3 \| \| \| 3 \| \| Belinda Bencic / Jil Teichmann \| 7 \| 6 \| \| \| 3 \| \| Lucia Bronzetti / Martina Trevisan \| 65 \| 1 \| \| |                   |                                    |    |   |        |                   |
| 1 | Bandera de Suiza  | Jil Teichmann                      | 6  | 4 | 7      |                   |
| 1 | Bandera de Italia | Elisabetta Cocciaretto             | 3  | 6 | 65     |                   |
| 2 | Bandera de Suiza  | Belinda Bencic                     | 7  | 6 |        |                   |
| 2 | Bandera de Italia | Jasmine Paolini                    | 5  | 3 |        |                   |
| 3 | Bandera de Suiza  | Belinda Bencic / Jil Teichmann     | 7  | 6 |        |                   |
| 3 | Bandera de Italia | Lucia Bronzetti / Martina Trevisan | 65 | 1 |        |                   |

#### Canadá vs Italia
| | Bandera de Canadá | Canadá                                | 3  | 0 | Italia | Bandera de Italia |
| --- | ----------------- | ------------------------------------- | -- | - | ------ | ----------------- |
| Emirates Arena, Glasgow, Gran Bretaña 10 de noviembre de 2022 (Dura, bajo techo) |                   |                                       |    |   |        |                   |
| \| 1 \| \| Bianca Andreescu \| 7 \| 6 \| \| \| 1 \| \| Elisabetta Cocciaretto \| 63 \| 3 \| \| \| 2 \| \| Leylah Fernandez \| 6 \| 6 \| \| \| 2 \| \| Martina Trevisan \| 0 \| 0 \| \| \| 3 \| \| Gabriela Dabrowski / Leylah Fernandez \| 6 \| 6 \| \| \| 3 \| \| Lucia Bronzetti / Jasmine Paolini \| 1 \| 1 \| \| |                   |                                       |    |   |        |                   |
| 1 | Bandera de Canadá | Bianca Andreescu                      | 7  | 6 |        |                   |
| 1 | Bandera de Italia | Elisabetta Cocciaretto                | 63 | 3 |        |                   |
| 2 | Bandera de Canadá | Leylah Fernandez                      | 6  | 6 |        |                   |
| 2 | Bandera de Italia | Martina Trevisan                      | 0  | 0 |        |                   |
| 3 | Bandera de Canadá | Gabriela Dabrowski / Leylah Fernandez | 6  | 6 |        |                   |
| 3 | Bandera de Italia | Lucia Bronzetti / Jasmine Paolini     | 1  | 1 |        |                   |

#### Suiza vs Canadá
| | Bandera de Suiza  | Suiza                                 | 2 | 1 | Canadá | Bandera de Canadá |
| --- | ----------------- | ------------------------------------- | - | - | ------ | ----------------- |
| Emirates Arena, Glasgow, Gran Bretaña 11 de noviembre de 2022 (Dura, bajo techo) |                   |                                       |   |   |        |                   |
| \| 1 \| \| Viktorija Golubic \| 2 \| 6 \| 6 \| \| 1 \| \| Bianca Andreescu \| 6 \| 3 \| 4 \| \| 2 \| \| Belinda Bencic \| 6 \| 7 \| \| \| 2 \| \| Leylah Fernandez \| 0 \| 5 \| \| \| 3 \| \| Jil Teichmann / Simona Waltert \| 2 \| 1 \| \| \| 3 \| \| Gabriela Dabrowski / Leylah Fernandez \| 6 \| 6 \| \| |                   |                                       |   |   |        |                   |
| 1 | Bandera de Suiza  | Viktorija Golubic                     | 2 | 6 | 6      |                   |
| 1 | Bandera de Canadá | Bianca Andreescu                      | 6 | 3 | 4      |                   |
| 2 | Bandera de Suiza  | Belinda Bencic                        | 6 | 7 |        |                   |
| 2 | Bandera de Canadá | Leylah Fernandez                      | 0 | 5 |        |                   |
| 3 | Bandera de Suiza  | Jil Teichmann / Simona Waltert        | 2 | 1 |        |                   |
| 3 | Bandera de Canadá | Gabriela Dabrowski / Leylah Fernandez | 6 | 6 |        |                   |

### Grupo B
| Pos. | País       | E G–P | P G–P | S G–P | % S W | J G–P | % J W |
| ---- | ---------- | ----- | ----- | ----- | ----- | ----- | ----- |
| 1    | Australia  | 2–0   | 5–1   | 11–3  | 78%   | 70–40 | 63%   |
| 2    | Eslovaquia | 1–1   | 3–3   | 6–8   | 42%   | 52–65 | 44%   |
| 3    | Bélgica    | 0–2   | 1–5   | 4–10  | 28%   | 53–70 | 43%   |

#### Australia vs Eslovaquia
| | Bandera de Australia  | Australia                            | 2 | 1 | Eslovaquia | Bandera de Eslovaquia |
| --- | --------------------- | ------------------------------------ | - | - | ---------- | --------------------- |
| Emirates Arena, Glasgow, Gran Bretaña 8 de noviembre de 2022 (Dura, bajo techo) |                       |                                      |   |   |            |                       |
| \| 1 \| \| Storm Sanders \| 6 \| 6 \| \| \| 1 \| \| Viktória Kužmová \| 4 \| 3 \| \| \| 2 \| \| Ajla Tomljanović \| 6 \| 6 \| \| \| 2 \| \| Anna Schmiedlová \| 1 \| 2 \| \| \| 3 \| \| Ellen Perez / Storm Sanders \| 6 \| 3 \| [6] \| \| 3 \| \| Viktória Kužmová / Tereza Mihalíková \| 2 \| 6 \| [10] \| |                       |                                      |   |   |            |                       |
| 1 | Bandera de Australia  | Storm Sanders                        | 6 | 6 |            |                       |
| 1 | Bandera de Eslovaquia | Viktória Kužmová                     | 4 | 3 |            |                       |
| 2 | Bandera de Australia  | Ajla Tomljanović                     | 6 | 6 |            |                       |
| 2 | Bandera de Eslovaquia | Anna Schmiedlová                     | 1 | 2 |            |                       |
| 3 | Bandera de Australia  | Ellen Perez / Storm Sanders          | 6 | 3 | [6]        |                       |
| 3 | Bandera de Eslovaquia | Viktória Kužmová / Tereza Mihalíková | 2 | 6 | [10]       |                       |

#### Eslovaquia vs Bélgica
| | Bandera de Eslovaquia | Eslovaquia                           | 2 | 1  | Bélgica | Bandera de Bélgica |
| --- | --------------------- | ------------------------------------ | - | -- | ------- | ------------------ |
| Emirates Arena, Glasgow, Gran Bretaña 9 de noviembre de 2022 (Dura, bajo techo) |                       |                                      |   |    |         |                    |
| \| 1 \| \| Viktória Kužmová \| 6 \| 79 \| \| \| 1 \| \| Ysaline Bonaventure \| 2 \| 67 \| \| \| 2 \| \| Anna Schmiedlová \| 5 \| 6 \| 6 \| \| 2 \| \| Maryna Zanevska \| 7 \| 2 \| 3 \| \| 3 \| \| Viktória Kužmová / Tereza Mihalíková \| 0 \| 3 \| \| \| 3 \| \| Kirsten Flipkens / Elise Mertens \| 6 \| 6 \| \| |                       |                                      |   |    |         |                    |
| 1 | Bandera de Eslovaquia | Viktória Kužmová                     | 6 | 79 |         |                    |
| 1 | Bandera de Bélgica    | Ysaline Bonaventure                  | 2 | 67 |         |                    |
| 2 | Bandera de Eslovaquia | Anna Schmiedlová                     | 5 | 6  | 6       |                    |
| 2 | Bandera de Bélgica    | Maryna Zanevska                      | 7 | 2  | 3       |                    |
| 3 | Bandera de Eslovaquia | Viktória Kužmová / Tereza Mihalíková | 0 | 3  |         |                    |
| 3 | Bandera de Bélgica    | Kirsten Flipkens / Elise Mertens     | 6 | 6  |         |                    |

#### Australia vs Bélgica
| | Bandera de Australia | Australia                        | 3 | 0 | Bélgica | Bandera de Bélgica |
| --- | -------------------- | -------------------------------- | - | - | ------- | ------------------ |
| Emirates Arena, Glasgow, Gran Bretaña 10 de noviembre de 2022 (Dura, bajo techo) |                      |                                  |   |   |         |                    |
| \| 1 \| \| Storm Sanders \| 6 \| 6 \| \| \| 1 \| \| Alison Van Uytvanck \| 2 \| 2 \| \| \| 2 \| \| Ajla Tomljanovic \| 4 \| 6 \| 3 \| \| 2 \| \| Elise Mertens \| 6 \| 4 \| 0retiro \| \| 3 \| \| Storm Sanders / Samantha Stosur \| 6 \| 6 \| \| \| 3 \| \| Kirsten Flipkens / Elise Mertens \| 4 \| 3 \| \| |                      |                                  |   |   |         |                    |
| 1 | Bandera de Australia | Storm Sanders                    | 6 | 6 |         |                    |
| 1 | Bandera de Bélgica   | Alison Van Uytvanck              | 2 | 2 |         |                    |
| 2 | Bandera de Australia | Ajla Tomljanovic                 | 4 | 6 | 3       |                    |
| 2 | Bandera de Bélgica   | Elise Mertens                    | 6 | 4 | 0retiro |                    |
| 3 | Bandera de Australia | Storm Sanders / Samantha Stosur  | 6 | 6 |         |                    |
| 3 | Bandera de Bélgica   | Kirsten Flipkens / Elise Mertens | 4 | 3 |         |                    |

### Grupo C
| Pos. | País         | E G–P | P G–P | S G–P | % S W | J G–P | % J W |
| ---- | ------------ | ----- | ----- | ----- | ----- | ----- | ----- |
| 1    | Gran Bretaña | 1–1   | 4–2   | 9–4   | 69%   | 65–53 | 55%   |
| 2    | España       | 1–1   | 3–3   | 6–8   | 42%   | 59–70 | 45%   |
| 3    | Kazajistán   | 1–1   | 2–4   | 6–9   | 40%   | 70–71 | 49%   |

#### Kazajistán vs Gran Bretaña
| | Bandera de Kazajistán   | Kazajistán                       | 2 | 1 | Gran Bretaña | Bandera del Reino Unido |
| --- | ----------------------- | -------------------------------- | - | - | ------------ | ----------------------- |
| Emirates Arena, Glasgow, Gran Bretaña 8 de noviembre de 2022 (Dura, bajo techo) |                         |                                  |   |   |              |                         |
| \| 1 \| \| Yulia Putintseva \| 4 \| 6 \| 6 \| \| 1 \| \| Katie Boulter \| 6 \| 3 \| 2 \| \| 2 \| \| Elena Rybakina \| 6 \| 6 \| \| \| 2 \| \| Harriet Dart \| 1 \| 4 \| \| \| 3 \| \| Anna Danilina / Elena Rybakina \| 5 \| 3 \| \| \| 3 \| \| Alicia Barnett / Olivia Nicholls \| 7 \| 6 \| \| |                         |                                  |   |   |              |                         |
| 1 | Bandera de Kazajistán   | Yulia Putintseva                 | 4 | 6 | 6            |                         |
| 1 | Bandera del Reino Unido | Katie Boulter                    | 6 | 3 | 2            |                         |
| 2 | Bandera de Kazajistán   | Elena Rybakina                   | 6 | 6 |              |                         |
| 2 | Bandera del Reino Unido | Harriet Dart                     | 1 | 4 |              |                         |
| 3 | Bandera de Kazajistán   | Anna Danilina / Elena Rybakina   | 5 | 3 |              |                         |
| 3 | Bandera del Reino Unido | Alicia Barnett / Olivia Nicholls | 7 | 6 |              |                         |

#### España vs Kazajistán
| | Bandera de España     | España                           | 3 | 0 | Kazajistán | Bandera de Kazajistán |
| --- | --------------------- | -------------------------------- | - | - | ---------- | --------------------- |
| Emirates Arena, Glasgow, Gran Bretaña 9 de noviembre de 2022 (Dura, bajo techo) |                       |                                  |   |   |            |                       |
| \| 1 \| \| Nuria Párrizas \| 6 \| 2 \| 7 \| \| 1 \| \| Yulia Putintseva \| 4 \| 6 \| 65 \| \| 2 \| \| Paula Badosa \| 6 \| 3 \| 6 \| \| 2 \| \| Elena Rybakina \| 2 \| 6 \| 4 \| \| 3 \| \| Paula Badosa / Aliona Bolsova \| 6 \| 6 \| \| \| 3 \| \| Anna Danilina / Yulia Putintseva \| 4 \| 2 \| \| |                       |                                  |   |   |            |                       |
| 1 | Bandera de España     | Nuria Párrizas                   | 6 | 2 | 7          |                       |
| 1 | Bandera de Kazajistán | Yulia Putintseva                 | 4 | 6 | 65         |                       |
| 2 | Bandera de España     | Paula Badosa                     | 6 | 3 | 6          |                       |
| 2 | Bandera de Kazajistán | Elena Rybakina                   | 2 | 6 | 4          |                       |
| 3 | Bandera de España     | Paula Badosa / Aliona Bolsova    | 6 | 6 |            |                       |
| 3 | Bandera de Kazajistán | Anna Danilina / Yulia Putintseva | 4 | 2 |            |                       |

#### España vs Gran Bretaña
| | Bandera de España       | España                           | 0  | 3  | Gran Bretaña | Bandera del Reino Unido |
| --- | ----------------------- | -------------------------------- | -- | -- | ------------ | ----------------------- |
| Emirates Arena, Glasgow, Gran Bretaña 10 de noviembre de 2022 (Dura, bajo techo) |                         |                                  |    |    |              |                         |
| \| 1 \| \| Nuria Párrizas \| 0 \| 2 \| \| \| 1 \| \| Heather Watson \| 6 \| 6 \| \| \| 2 \| \| Paula Badosa \| 3 \| 4 \| \| \| 2 \| \| Harriet Dart \| 6 \| 6 \| \| \| 3 \| \| Aliona Bolsova / Rebeka Masarova \| 65 \| 2 \| \| \| 3 \| \| Alicia Barnett / Olivia Nicholls \| 7 \| 6' \| \| |                         |                                  |    |    |              |                         |
| 1 | Bandera de España       | Nuria Párrizas                   | 0  | 2  |              |                         |
| 1 | Bandera del Reino Unido | Heather Watson                   | 6  | 6  |              |                         |
| 2 | Bandera de España       | Paula Badosa                     | 3  | 4  |              |                         |
| 2 | Bandera del Reino Unido | Harriet Dart                     | 6  | 6  |              |                         |
| 3 | Bandera de España       | Aliona Bolsova / Rebeka Masarova | 65 | 2  |              |                         |
| 3 | Bandera del Reino Unido | Alicia Barnett / Olivia Nicholls | 7  | 6' |              |                         |

### Grupo D
| Pos. | País            | E G–P | P G–P | S G–P | % S W | J G–P | % J W |
| ---- | --------------- | ----- | ----- | ----- | ----- | ----- | ----- |
| 1    | República Checa | 2–0   | 4–2   | 8–4   | 66%   | 60–46 | 56%   |
| 2    | Estados Unidos  | 1–1   | 3–3   | 7–7   | 50%   | 65–66 | 49%   |
| 3    | Polonia         | 0–2   | 2–4   | 5–9   | 35%   | 56–69 | 44%   |

#### Estados Unidos vs Polonia
| | Bandera de Estados Unidos | Estados Unidos                  | 2 | 1 | Polonia | Bandera de Polonia |
| --- | ------------------------- | ------------------------------- | - | - | ------- | ------------------ |
| Emirates Arena, Glasgow, Gran Bretaña 9 de noviembre de 2022 (Dura, bajo techo) |                           |                                 |   |   |         |                    |
| \| 1 \| \| Danielle Collins \| 6 \| 3 \| 7 \| \| 1 \| \| Magdalena Fręch \| 4 \| 6 \| 62 \| \| 2 \| \| Madison Keys \| 4 \| 6 \| 2 \| \| 2 \| \| Magda Linette \| 6 \| 4 \| 6 \| \| 3 \| \| Cori Gauff / Caty McNally \| 6 \| 6 \| \| \| 3 \| \| Magda Linette / Alicja Rosolska \| 1 \| 2 \| \| |                           |                                 |   |   |         |                    |
| 1 | Bandera de Estados Unidos | Danielle Collins                | 6 | 3 | 7       |                    |
| 1 | Bandera de Polonia        | Magdalena Fręch                 | 4 | 6 | 62      |                    |
| 2 | Bandera de Estados Unidos | Madison Keys                    | 4 | 6 | 2       |                    |
| 2 | Bandera de Polonia        | Magda Linette                   | 6 | 4 | 6       |                    |
| 3 | Bandera de Estados Unidos | Cori Gauff / Caty McNally       | 6 | 6 |         |                    |
| 3 | Bandera de Polonia        | Magda Linette / Alicja Rosolska | 1 | 2 |         |                    |

#### República Checa vs Polonia
| | Bandera de República Checa | República Checa                          | 2 | 1 | Polonia | Bandera de Polonia |
| --- | -------------------------- | ---------------------------------------- | - | - | ------- | ------------------ |
| Emirates Arena, Glasgow, Gran Bretaña 10 de noviembre de 2022 (Dura, bajo techo) |                            |                                          |   |   |         |                    |
| \| 1 \| \| Karolína Muchová \| 6 \| 6 \| \| \| 1 \| \| Magdalena Fręch \| 2 \| 2 \| \| \| 2 \| \| Karolína Plíšková \| 4 \| 1 \| \| \| 2 \| \| Magda Linette \| 6 \| 6 \| \| \| 3 \| \| Kateřina Siniaková / Markéta Vondroušová \| 6 \| 6 \| \| \| 3 \| \| Katarzyna Kawa / Alicja Rosolska \| 2 \| 3 \| \| |                            |                                          |   |   |         |                    |
| 1 | Bandera de República Checa | Karolína Muchová                         | 6 | 6 |         |                    |
| 1 | Bandera de Polonia         | Magdalena Fręch                          | 2 | 2 |         |                    |
| 2 | Bandera de República Checa | Karolína Plíšková                        | 4 | 1 |         |                    |
| 2 | Bandera de Polonia         | Magda Linette                            | 6 | 6 |         |                    |
| 3 | Bandera de República Checa | Kateřina Siniaková / Markéta Vondroušová | 6 | 6 |         |                    |
| 3 | Bandera de Polonia         | Katarzyna Kawa / Alicja Rosolska         | 2 | 3 |         |                    |

#### República Checa vs Estados Unidos
| | Bandera de República Checa | República Checa                      | 2  | 1 | Estados Unidos | Bandera de Estados Unidos |
| --- | -------------------------- | ------------------------------------ | -- | - | -------------- | ------------------------- |
| Emirates Arena, Glasgow, Gran Bretaña 11 de noviembre de 2022 (Dura, bajo techo) |                            |                                      |    |   |                |                           |
| \| 1 \| \| Markéta Vondroušová \| 6 \| 6 \| \| \| 1 \| \| Danielle Collins \| 3 \| 3 \| \| \| 2 \| \| Karolína Plíšková \| 7 \| 6 \| \| \| 2 \| \| Cori Gauff \| 61 \| 1 \| \| \| 3 \| \| Karolína Muchová / Karolína Plíšková \| 3 \| 3 \| \| \| 3 \| \| Madison Keys / Taylor Townsend \| 6 \| 6 \| \| |                            |                                      |    |   |                |                           |
| 1 | Bandera de República Checa | Markéta Vondroušová                  | 6  | 6 |                |                           |
| 1 | Bandera de Estados Unidos  | Danielle Collins                     | 3  | 3 |                |                           |
| 2 | Bandera de República Checa | Karolína Plíšková                    | 7  | 6 |                |                           |
| 2 | Bandera de Estados Unidos  | Cori Gauff                           | 61 | 1 |                |                           |
| 3 | Bandera de República Checa | Karolína Muchová / Karolína Plíšková | 3  | 3 |                |                           |
| 3 | Bandera de Estados Unidos  | Madison Keys / Taylor Townsend       | 6  | 6 |                |                           |

## Fase final
|  | Semifinales     | Semifinales     | Semifinales     |           |       | Final           | Final           | Final           |  |
|  | 12 de noviembre | 12 de noviembre | 12 de noviembre |           |       | 13 de noviembre | 13 de noviembre | 13 de noviembre |  |
|  |                 |                 |                 |           |       |                 |                 |                 |  |
|  |                 |                 |                 |           |       |                 |                 |                 |  |
|  | 1ºA             | Suiza           | 2               |           |       |                 |                 |                 |  |
|  | 1ºA             | Suiza           | 2               |           |       |                 |                 |                 |  |
|  | 1ºD             | República Checa | 0               |           |       |                 |                 |                 |  |
|  | 1ºD             | República Checa | 0               |           | Suiza | Suiza           | 2               |                 |  |
|  |                 |                 |                 |           | Suiza | Suiza           | 2               |                 |  |
|  |                 |                 | Australia       | Australia | 0     |                 |                 |                 |  |
|  | 1ºC             | Gran Bretaña    | Australia       | Australia | 0     | 1               |                 |                 |  |
|  | 1ºC             | Gran Bretaña    |                 |           |       | 1               |                 |                 |  |
|  | 1ºB             | Australia       | 2               |           |       |                 |                 |                 |  |
|  | 1ºB             | Australia       | 2               |           |       |                 |                 |                 |  |
|  |                 |                 |                 |           |       |                 |                 |                 |  |

### Semifinales

#### Suiza vs República Checa
| | Bandera de Suiza           | Suiza                                    | 2      | 0  | República Checa | Bandera de República Checa |
| --- | -------------------------- | ---------------------------------------- | ------ | -- | --------------- | -------------------------- |
| Emirates Arena, Glasgow, Gran Bretaña 12 de noviembre de 2022 (Dura, bajo techo) |                            |                                          |        |    |                 |                            |
| \| 1 \| \| Viktorija Golubic \| 6 \| 6 \| \| \| 1 \| \| Karolína Muchová \| 4 \| 4 \| \| \| 2 \| \| Belinda Bencic \| 6 \| 78 \| \| \| 2 \| \| Karolína Plíšková \| 2 \| 6 \| \| \| 3 \| \| Belinda Bencic / Jil Teichmann \| No \| \| \| \| 3 \| \| Kateřina Siniaková / Markéta Vondroušová \| jugado \| \| \| |                            |                                          |        |    |                 |                            |
| 1 | Bandera de Suiza           | Viktorija Golubic                        | 6      | 6  |                 |                            |
| 1 | Bandera de República Checa | Karolína Muchová                         | 4      | 4  |                 |                            |
| 2 | Bandera de Suiza           | Belinda Bencic                           | 6      | 78 |                 |                            |
| 2 | Bandera de República Checa | Karolína Plíšková                        | 2      | 6  |                 |                            |
| 3 | Bandera de Suiza           | Belinda Bencic / Jil Teichmann           | No     |    |                 |                            |
| 3 | Bandera de República Checa | Kateřina Siniaková / Markéta Vondroušová | jugado |    |                 |                            |

#### Gran Bretaña vs Australia
| | Bandera del Reino Unido | Gran Bretaña                     | 1  | 2  | Australia | Bandera de Australia |
| --- | ----------------------- | -------------------------------- | -- | -- | --------- | -------------------- |
| Emirates Arena, Glasgow, Gran Bretaña 12 de noviembre de 2022 (Dura, bajo techo) |                         |                                  |    |    |           |                      |
| \| 1 \| \| Heather Watson \| 3 \| 63 \| \| \| 1 \| \| Storm Sanders \| 6 \| 7 \| \| \| 2 \| \| Harriet Dart \| 7 \| 6 \| \| \| 2 \| \| Ajla Tomljanovic \| 63 \| 2 \| \| \| 3 \| \| Alicia Barnett / Olivia Nicholls \| 61 \| 7 \| [6] \| \| 3 \| \| Storm Sanders / Samantha Stosur \| 7 \| 65 \| [10] \| |                         |                                  |    |    |           |                      |
| 1 | Bandera del Reino Unido | Heather Watson                   | 3  | 63 |           |                      |
| 1 | Bandera de Australia    | Storm Sanders                    | 6  | 7  |           |                      |
| 2 | Bandera del Reino Unido | Harriet Dart                     | 7  | 6  |           |                      |
| 2 | Bandera de Australia    | Ajla Tomljanovic                 | 63 | 2  |           |                      |
| 3 | Bandera del Reino Unido | Alicia Barnett / Olivia Nicholls | 61 | 7  | [6]       |                      |
| 3 | Bandera de Australia    | Storm Sanders / Samantha Stosur  | 7  | 65 | [10]      |                      |

### Final

#### Suiza vs Australia
| | Bandera de Suiza     | Suiza                           | 2      | 0 | Australia | Bandera de Australia |
| --- | -------------------- | ------------------------------- | ------ | - | --------- | -------------------- |
| Emirates Arena, Glasgow, Gran Bretaña 13 de noviembre de 2022 (Dura, bajo techo) |                      |                                 |        |   |           |                      |
| \| 1 \| \| Jil Teichmann \| 6 \| 4 \| 6 \| \| 1 \| \| Storm Sanders \| 3 \| 6 \| 3 \| \| 2 \| \| Belinda Bencic \| 6 \| 6 \| \| \| 2 \| \| Ajla Tomljanovic \| 2 \| 1 \| \| \| 3 \| \| Belinda Bencic / Jil Teichmann \| No \| \| \| \| 3 \| \| Storm Sanders / Samantha Stosur \| jugado \| \| \| |                      |                                 |        |   |           |                      |
| 1 | Bandera de Suiza     | Jil Teichmann                   | 6      | 4 | 6         |                      |
| 1 | Bandera de Australia | Storm Sanders                   | 3      | 6 | 3         |                      |
| 2 | Bandera de Suiza     | Belinda Bencic                  | 6      | 6 |           |                      |
| 2 | Bandera de Australia | Ajla Tomljanovic                | 2      | 1 |           |                      |
| 3 | Bandera de Suiza     | Belinda Bencic / Jil Teichmann  | No     |   |           |                      |
| 3 | Bandera de Australia | Storm Sanders / Samantha Stosur | jugado |   |           |                      |